# Ferula elaeochytris
Ferula elaeochytris är en flockblommig växtart som beskrevs av Jevgenij Korovin. Ferula elaeochytris ingår i släktet stinkflokesläktet, och familjen flockblommiga växter. Inga underarter finns listade i Catalogue of Life.